# 热列兹诺多罗日诺耶农村居民点
热列兹诺多罗日诺耶农村居民点（俄语：Сельское поселение Железнодорожное）是俄罗斯联邦沃洛格达州舍克斯纳区所属的一个农村居民点。其下辖有29个居民点，行政中心为帕恰。据2015年统计，该农村居民点的人口为732人。